# Compsoptera
Compsoptera is een geslacht van vlinders van de familie spanners (Geometridae), uit de onderfamilie Ennominae.

## Soorten
- C. argentaria (Herrich-Schäffer, 1839)
- C. caesaraugustanus Redondo, 1995
- C. jourdanaria (Serres, 1826)
- C. opacaria (Hübner, 1819)
- C. simplex Butler, 1879